# Кацушито Киноши
Кацушито Киноши (јап. 喜熨斗 勝史, Токио, 6. октобар 1964) је јапански фудбалски тренер, кондициони тренер фудбалске репрезентације Србије и помоћник селектора Драгана Стојковића Пиксија. 

## Биографија
Рођен је у Токију 1964. године. Након што је дипломирао на спортском факултету Нипон, уписао је постдипломске студије за уметност и науку на Универзитету у Токију. После места тренера и директора у селекцији Токијског средњошколског атлетског савеза и после усавршавања, започео је своју професионалну тренерску каријеру у ФК Шонан Белмаре 1995. године. С друге стране, иако нема искуства као професионални играч, има искуство у игри као нападач у Канто фудбалској лиги до 29. године.
Године 2004. тренирао је фудбалски клуб Универзитета Шоби Гакуен као главни тренер и унапређен је уласком у другу лигу Канто универзитетске лиге. После 2005. године радио је као тренер у Јокохами, а 2006. водио је ФК Јокохаму до шампионата.
Од 2007. године до 2010. године, истраживач је на Факултету спортских наука Универзитета Васеда. 
Од сезоне 2008. године постао је физички тренер врхунског тима ФК Нагоја грампус и пратећи менаџер Драгана Стојковића. У априлу 2009. добио је ЈФА сертификовану тренерску лиценцу С-класе. Након повлачења из Стојковића, био је тренер Нагоје Грампуса од 2014. до августа 2015. године. Стојковић је од августа 2015. године постављен за менаџера Гуангџоу Фурија кинеске Супер лиге, а у штаб је ушао као селектор. 
У марту 2021. године постаје помоћник тренера након што је Стојковић постављен за селектора репрезентације Србије.  
Квалификован је и за пословног тренера сертификованог од стране Фондације за целоживотно учење и развој.

## Каријера
- 1995-1996: ФК Шонан белмаре, омладински физички тренер
- 1997-1999: Белмаре Хирацука, физички тренер
- 1999-2002: ФК Серезо Осака, физички тренер
- 2002: Урава ред дајмондс, физички тренер
- 2003: ФК Омија ардиџа, физички тренер
- 2004:
  - Тренер фудбалског клуба Универзитета Шоби
  - Начелник токијског одсека социјалног физичког васпитања и колеџа за бригу о деци
  - Казујоши Мијура, лични тренер
- 2005: ФК Јокохама, тренер
- 2006-2008: ФК Јокохама, главни тренер
- 2008-2013: ФК Нагоја грампус, физички тренер
- 2014-2015: ФК Нагоја грампус, тренер
- 2015: први тренер тима Гуангџоу Фили и технички директор Омладинске академије
- 2019: вршилац дужности менаџера врхунског тима клуба
- 2021: помоћник селектора репрезентације Србије [6]

## Дела
Видео обуке
- Физичко-технички тренинг (2008)
- Тренинг БРЗИНЕ/АГИЛНОСТИ/КООРДИНАЦИЈЕ за фудбалере/футсал играче Архивирано на веб-сајту  (1. децембар 2022) (2010)
- Укупна техничка обука (2011)

Књиге
- Суперлативна способност самоактуализације  (超一流　自己実現力) (2008)
- Фудбалска кондиција (サッカーのコンディショニング　第 III 章), поглавље 3 (2010)